# Декатур (округ, Канзас)
Шаблон:StateAbbr_ 39°48′00″ пн. ш. 100°28′01″ зх. д. / 39.8° пн. ш. 100.467° зх. д.
Округ Декатур (англ. Decatur County) — округ (графство) у штаті Канзас, США. Ідентифікатор округу 20039.

## Історія
Округ утворений 1873 року.

## Демографія
За даними перепису 
2000 року 
загальне населення округу становило 3472 осіб, усе сільське.
Серед мешканців округу чоловіків було 1714, а жінок — 1758. В окрузі було 1494 домогосподарства, 982 родин, які мешкали в 1821 будинках.
Середній розмір родини становив 2,83.
Віковий розподіл населення поданий у таблиці:
| Стать    | До 15 років | 15-21 | 22-29 | 30-39 | 40-49 | 50-65 | 65-85 | Понад 85 |
| -------- | ----------- | ----- | ----- | ----- | ----- | ----- | ----- | -------- |
| Чоловіки | 340         | 165   | 99    | 190   | 282   | 268   | 334   | 36       |
| Жінки    | 294         | 127   | 86    | 188   | 259   | 265   | 424   | 115      |

## Суміжні округи
- Ред-Віллоу, Небраска — північ
- Фернас, Небраска — північний схід
- Нортон — схід
- Шерідан — південь
- Томас — південний захід
- Ролінс — захід

## Виноски
1. ↑  U.S. Decennial Census. United States Census Bureau. Архів оригіналу за 26 квітня 2015. Процитовано 24 липня 2014.
2. ↑  Historical Census Browser. University of Virginia Library. Архів оригіналу за 11 серпня 2012. Процитовано 24 липня 2014.
3. ↑  Population of Counties by Decennial Census: 1900 to 1990. United States Census Bureau. Архів оригіналу за 5 червня 2019. Процитовано 24 липня 2014.
4. ↑  Census 2000 PHC-T-4. Ranking Tables for Counties: 1990 and 2000 (PDF). United States Census Bureau. Архів оригіналу (PDF) за 18 грудня 2014. Процитовано 24 липня 2014.
5. ↑  State & County QuickFacts. United States Census Bureau. Архів оригіналу за 6 серпня 2011. Процитовано 24 липня 2014.(англ.) Наведено за англійською вікіпедією.
6. ↑  American FactFinder. Бюро перепису населення США. Архів оригіналу за 21 травня 2008. Процитовано 31 січня 2008.

| США | Це незавершена стаття з географії США. Ви можете допомогти проєкту, виправивши або дописавши її. |